# Good Time (film)
Pour les articles homonymes, voir Good Time.
Pour plus de détails, voir Fiche technique et Distribution.
Good Time est un thriller policier américain réalisé par Joshua et Ben Safdie et sorti en 2017.
Le film débute après un braquage raté. Connie réussit à s'enfuir mais son frère handicapé, Nick, est arrêté. Alors qu'il tente de réunir la caution pour libérer son frère, Connie voit une autre option qui s'offre à lui : le faire évader. Commence alors, dans les bas-fonds de New York, une longue nuit sous adrénaline.

## Synopsis
Nick Nickas, jeune homme aux capacités mentales limitées, supporte mal un entretien avec un psychologue imposé par sa grand-mère. Survient son frère Connie qui l'en arrache.
Connie, souhaitant que Nick prenne confiance en lui, l'emmène faire un braquage qui se termine mal : une bombe remplie de peinture, cachée parmi les billets, explose à leur figure. Ils vont se nettoyer et cacher l'argent dans les toilettes d'un fast food, mais sont interpellés peu après par des policiers dans la rue. Connie parvient à s'échapper, mais Nick est arrêté, blessé après avoir traversé une porte en verre.
En prison, Nick ne cesse de se bagarrer. Conscient de l'incapacité de son frère à s'adapter au milieu carcéral, Connie sollicite sa maîtresse Corey pour payer la caution de 10 000 dollars qui permettra d'obtenir sa remise en liberté. Il apprend toutefois que Nick a été transporté à l'hôpital et ne pourra donc pas être libéré.
Connie se précipite à l'hôpital, trouve l'étage des détenus, attend que le policier de garde devant l'une des chambres s'absente un instant et emmène sur une chaise roulante le blessé, inconscient et le visage enveloppé de bandages.
Se réfugiant dans une maison où on leur accorde l'hospitalité pour quelques heures, Connie séduit Crystal, une adolescente, mais découvre que le blessé qu'il a emmené n'est pas son frère. Il s'agit d'un petit voyou, Ray, qui lui raconte avoir accompagné la veille des camarades qui ont caché, dans un parc d'attractions, une bouteille remplie de drogue et un sac de billets.
Connie emmène Ray et l'adolescente pour récupérer cet argent. Ils ne trouvent que la bouteille. Connie assomme violemment le gardien du parc d'attraction qui les a surpris, prend son uniforme et ses clés pour échapper à la police et se réfugie dans son appartement avec Ray.
Au petit matin, Ray fait venir l'un de ses camarades qui promet de revenir avec 15 000 dollars en échange de la bouteille.
Connie préfère toutefois s'enfuir. En bas de l'immeuble, il est arrêté par la police après une brève course-poursuite ; la bouteille s'échappe de sa veste et roule dans un coin. Ray tente de s'échapper par la fenêtre mais tombe dans le vide depuis un étage élevé et meurt.
Plus tard, Nick, rétabli et libéré de prison, retrouve le psychologue qui le fait entrer dans un cours collectif pour handicapés mentaux. Cette fois, il se montre plus réceptif à la thérapie.

## Fiche technique
Sauf indication contraire, les informations mentionnées dans cette section peuvent être confirmées par la base de données cinématographiques IMDb,  présente dans la section « Liens externes ».
- Titre original : Good Time
- Réalisation : Joshua et Ben Safdie
- Scénario : Ronald Bronstein et Josh Safdie
- Photographie : Sean Price Williams
- Décors : Audrey Turner
- Costumes : Miyako Bellizzi
- Musique : Oneohtrix Point Never
- Producteurs : Sebastian Bear-McClard, Oscar Boyson, Terry Dougas, Paris Kasidokostas Latsis

Producteurs délégués : Jean-Luc De Fanti, Stephanie Meurer et Alexis Varouxakis
Coproducteur : Brendan McHugh
- Sociétés de production : Elara Pictures et Rhea Films
- Sociétés de distribution : A24 Films (États-Unis), Ad Vitam Distribution (France)
- Pays d'origine : États-Unis
- Langue originale : anglais
- Format : couleur
- Genre : thriller, policier
- Durée : 99 minutes
- Dates de sortie :
  - France : 25 mai 2017 (Festival de Cannes - sélection officielle)
  - États-Unis : 11 août 2017
  - France : 13 septembre 2017[1]
- Interdit aux moins de 12 ans lors de sa sortie en France[2]

## Distribution

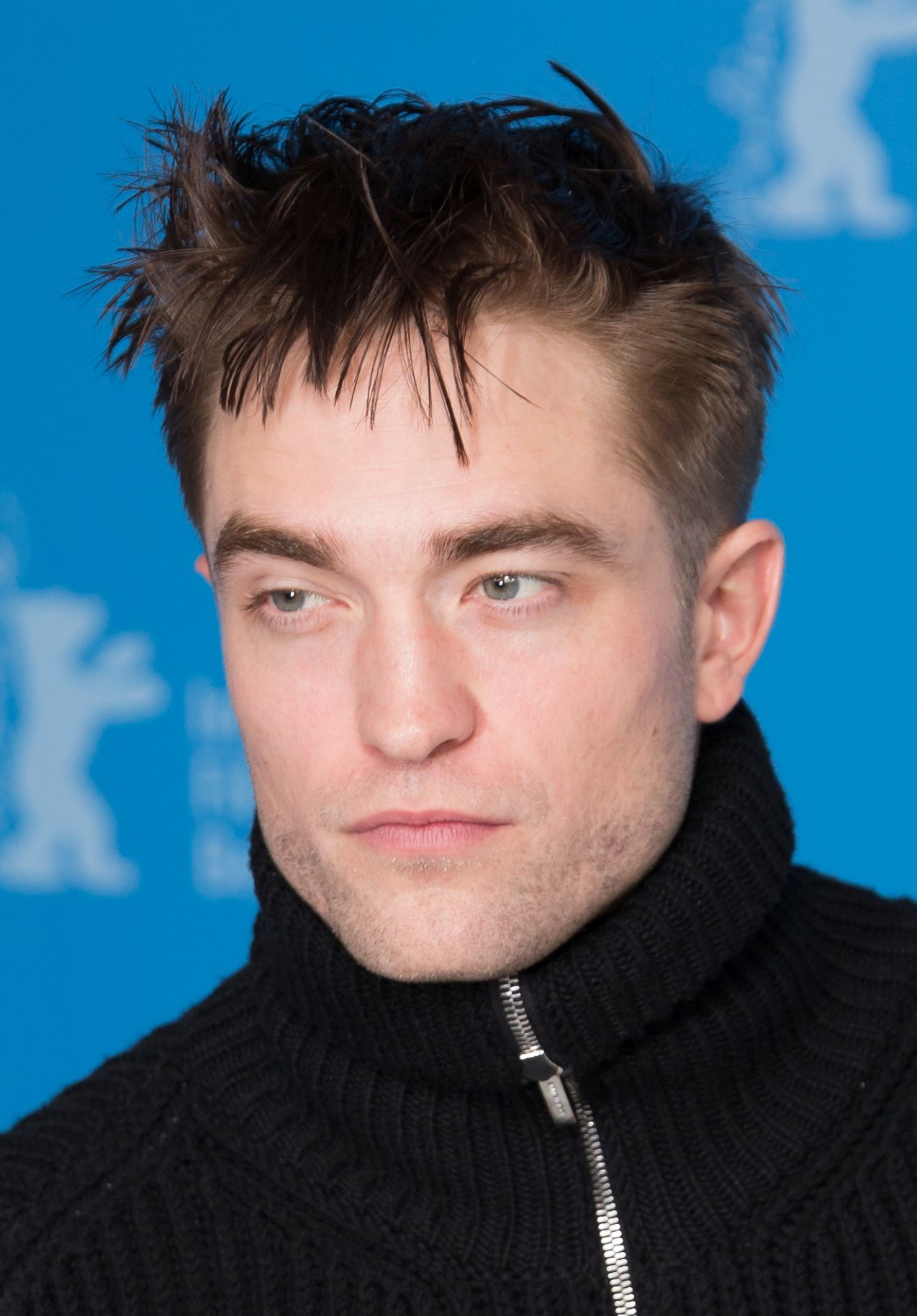
L'acteur principal Robert Pattinson, l'année de sortie du film.

- Robert Pattinson (VF : Thomas Roditi) : Constantine « Connie » Nikas
- Benny Safdie (VFB : Grégory Praet) : Nick Nikas, le frère de Connie
- Buddy Duress (VFB : Nicolas Matthys) : Ray
- Taliah Webster (VFB : Mélissa Windal) : Crystal
- Jennifer Jason Leigh : Corey Ellman
- Barkhad Abdi (VFB : Aurélien Ringelheim) : Dash, l'agent de sécurité du Train fantôme
- Cliff Moylan : agent Patrick
- Souleymane Sy Savane (VFB : Massamba M'Boup) : le chauffeur Uber
- Rose Gregorio (VFB : Colette Sodoyez) : Loren Ellman, la mère de Corey
- Marco A. Gonzalez : un agent de police

## Production

### Genèse et développement
Robert Pattinson, qui appréciait l’esthétique des frères Safdie, a contacté les deux réalisateurs qui se trouvaient alors au festival South by Southwest à Austin. “Rob m’a dit au téléphone, peu importe le prochain projet que vous allez monter, je veux en être !”, explique Josh. Quelques mois plus tard, Pattinson a rencontré les frères Safdie pour évoquer leur nouveau projet. Les deux frères avaient commencé à développer l’idée d’un thriller situé dans le Diamond District, Uncut Gems, sur lequel ils travaillaient depuis longtemps. Mais Pattinson ne s’intégrait pas dans l’univers particulier de ce film : les deux réalisateurs se sont donc mis à imaginer un projet centré autour de Pattinson, qu’ils ont co-écrit avec leur fidèle partenaire Ronald Bronstein, en créant le personnage de Connie Nikas.
Le scénario dépeint Connie comme un délinquant peu ingénieux, marqué par son passé trouble et immoral, et une adolescence agitée qui s’est soldée par une courte peine de prison. L’action se déroule dans le Queens et ses environs, où Josh et Benny Safdie ont passé une grande partie de leur enfance. Les deux frères, tout comme Bronstein, lui-même New-yorkais de longue date, se sont inspirés de faits divers des tabloïds, comme ceux du New York Daily News - des histoires peuplées de petits délinquants médiocres, pétris de rêves ambitieux, mais incapables de réaliser correctement leurs forfaits. Les Safdie et Bronstein ont étudié l’histoire de vrais malfrats, connus pour leurs braquages originaux, notamment celle d’un criminel blanc qui, revêtu d’un masque en caoutchouc aux traits afro-américains, a commis plusieurs braquages. “Il a sans doute commis 22 vols avant d’être arrêté”, raconte Safdie. “Ça n’avait rien à voir avec le racisme, mais plutôt avec l’ingéniosité d’un voleur. Il s’agissait tout simplement d’avoir le déguisement le plus convaincant possible pour ne pas être reconnu coupable”.

### Attribution des rôles
Une fois le scénario finalisé, le lien fraternel entre les deux protagonistes est devenu le fil conducteur du film, jusque dans les choix de casting. Benny Safdie avait déjà construit un personnage souffrant d’une déficience mentale pour un projet qui a finalement été abandonné : il a donc décidé de jouer lui-même le rôle de Nick Nikas.

### Musique
La bande originale est composée par le musicien expérimental Oneohtrix Point Never.  On y trouve notamment la chanson « The pure and the damned » interprétée par Iggy Pop; cette chanson a également donné lieu à un clip réalisé par les frères Safdie avec Robert Pattinson.

## Accueil

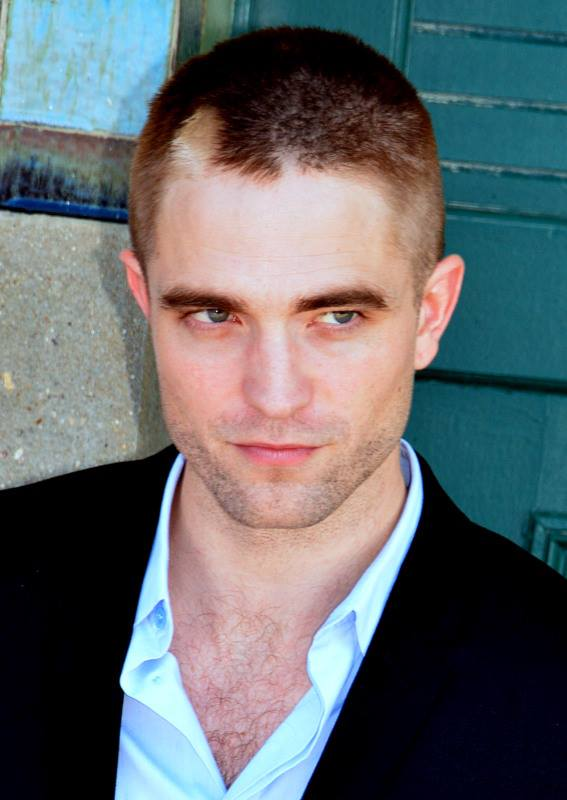
L'acteur principal Robert Pattinson à la première du film au Festival du Cinéma Américain de Deauville 2017.

### Critique
En France, l'accueil critique est positif : le site Allociné recense une moyenne des critiques presse de 3,7/5. Les Cahiers du Cinéma le placent en septième position dans leur classement des meilleurs films de 2017.
Pour  Didier Péron de Libération, « Good Time, à n'en pas douter, dépose une fleur sur la tombe du Sidney Lumet de Serpico et Un après-midi de chien. Cet exercice d’hommage ne les enferme cependant pas (pas encore) dans la pure et simple imitation ou l'album d’images pieuses. Ils entendent plutôt retrouver un état d’esprit, une excitation qui a déserté bien des films indépendants qui ne sont plus que des objets froids et stylisé au vernis à ongle par des premiers de la classe qui se prennent soit pour Quentin Tarantino soit pour Wes Anderson. ».
Pour Louis Guichard de Télérama, « Good Time est un film noir stimulant, fêlé, imprévisible, où l'ironie du titre se prolonge par une musique électronique souvent en dissonance avec l'action. La dérive dans les bas-fonds, entre désespoir, violence et humour noir, peut évoquer le Martin Scorsese d'After hours, pour l’enchaînement de péripéties cauchemardesques, aggravées par l'alcool et la drogue. Mais plus encore le Sidney Lumet d’Un après-midi de chien, car il reste, là aussi, un lien viscéral au milieu du chaos : Connie croit œuvrer au salut de son frère. ».
Pour Christophe Carrière de L'Express, « derrière ce film drôlement noir, tragédie d'un pied nickelé, se dessine clairement celle des pauvres et mauvais bougres dont les émissions voyeuristes (comme celle que regarde d'un air dégoûté notre anti-héros) se plaisent à montrer les poursuites et arrestations. Sans jamais se demander pourquoi et comment les malheureux en sont arrivés là. ».

### Box-office
- France : 120 796 entrées[9]

## Distinctions

### Sélections
- Festival de Cannes 2017 : en compétition officielle pour la Palme d'or
- Festival international du film de Locarno 2017 : Hors compétition - Piazza Grande
- Festival du cinéma américain de Deauville 2017 : sélection Les Premières

### Récompenses
- Cannes Soundtrack 2017 : meilleur compositeur de la compétition officielle pour Oneohtrix Point Never[10]